# 亞斯內 (伏林州)
51°19′55″N 24°10′13″E / 51.33194°N 24.17028°E
亞斯内（羅馬化：Yasne）是烏克蘭的村落，位於該國西部沃倫州，由科韋利區負責管轄，始建於1564年，面積0.75平方公里，海拔高度183米，2001年人口145，人口密度每平方公里193.33人。